# Battlefield 6
Battlefield 6 est un jeu vidéo de tir à la première personne développé par DICE, Criterion, Motive et Ripple Effect (sous le collectif Battlefield Studios) et édité par Electronic Arts. Le jeu est prévu pour sortir le 10 octobre 2025 sur Microsoft Windows (via les plateformes EA Play, Steam et Epic Games Store), PlayStation 5 et Xbox Series,.

## Synopsis
En 2027, de nombreux pays ont quitté l'OTAN et se sont tournés vers une société militaire privée nommée Pax Armata, qui lance des assauts à l'échelle mondiale pour tenter de faire tomber l'ordre établi.

## Marketing
Le 3 février 2025, Electronic Arts annonce le nouvel opus de la saga Battlefield via une initiative de test public, nommée Battlefield Labs. Le but étant de permettre à une large variété de joueurs de tester et de juger différents aspects du gameplay du prochain opus et de les ajuster avant la sortie du jeu.
Le jeu est formellement révélé, sous son titre Battlefield 6, le 24 juillet 2025 via une bande-annonce dévoilant l'univers du jeu. Une semaine plus tard, le 31 juillet 2025, un événement est organisé par Electronic Arts à Los Angeles en invitant plusieurs centaines de créateurs de contenu pour présenter le multijoueur. La date de sortie, fixée au 10 octobre 2025, est également annoncée ce jour.